# Барутин
Ба̀рутин е село в Южна България. То се намира в община Доспат, област Смолян. Населението му е около 1500 души (2024).

## География
Село Барутин се намира в Западните Родопи, близо до язовир Доспат. Селото се намира в локална равнина със средиземноморски климат, но поради надморската си височина не е типично изразен. Климатът е благоприятен за отглеждането на някои култури, нехарактерни за Родопите. Забелязват се щъркели и други обитатели на беломорската фауна, мигриращи от юг.

## История
В местността „Долна Бартина“ на километър югозападно от селото са открити редица късноантични останки – тракийски култови предмети и погребения от III-IV век, римска гробница от III век, християнски некропол, функционирал от IV до XVII век, както и останки от църква с размери 10,2 × 21 метра, строена в края на IV век и опожарена през VII век.
От средата на XVII век селището е обитавано почти изцяло от юруци, които в началото на XIX век разпродават стадата си и мигрират в днешна Турция. По това време селото е част от Неврокопска кааза, но със султанска заповед от 12 март 1787 година е прехвърлено към Татар Пазарджик. Според Стефан Захариев към средата на XIX век Барутин има 330 жители в 100 къщи, които са помаци, като освен това в селото има една джамия и един мектеб с 20 ученици. Барутин е определено като вакъфско село в документ на главното мюфтийство в Истанбул, изброяващ вакъфите в Княжество България, действали от XVI век до 1920 година.
През 1876 година жители на Барутин участват в потушаването на Априлското въстание, като роденият в селото Ахмед ага Барутанлията ръководи башибозците, извършили Баташкото клане. Според Любомир Милетич към 1912 година населението на село Барутин (Барутина) се състои от помаци.
В началото на Балканската война през 1912 година Българската армия опожарява селото, като пощадява само къщата на Хасан Хюсеин Дервиш. В нея била останала само една сляпа старица, която взела българските войски за свои. В последвалата Междусъюзническа война местни жители участват в помашки чети, действащи срещу българските власти.
Според данните от преброяванията през годините 1926, 1934, 1946, 1956 и 1965, населението на Барутин е съответно 643, 698, 850, 1081 и 1944 души.
По време на Възродителния процес местните жители преживяват трудни моменти, като дори се стига до противопоставяния на едни срещу други. На 13 март 1972 година урановият рудник в близост до селото е обграден от униформена и цивилна милиция, с цел смяна на имената на миньорите. Те се съпротивляват, като настава ръкопашен бой. Миньорите са смазани от бой и закарани в Девин, където са сменени имената им. По-твърдите са осъдени. На 16 март цялото село е обградено от милиция, военни части от Девин и Гоце Делчев, танкове, бронетранспортьори, комунистически активисти от съседните села и две противопожарни коли с гореща вода. Жителите на селото се били събрали в центъра. Настанал бой, селяните успели да пробият противопожарните коли с кирки, но скоро след това „възродителите“ успели да ги разпръснат по домовете им. В крайна сметка много жители на селото получили огнестрелни рани, две жени загиват, шестима други са сериозно ранени, а пребитите са стотици.
През 1983 година в Барутин за пръв път в България започва производството на презервативи. Те се продават под търговската марка „Спорт“, но съдържат предупреждение, че „сексуалните отношения не са спорт“.

## Инфраструктура
В селото действат общинското Основно училище „Никола Йонков Вапцаров“, Детска градина „Елица“ и Народно читалище „Васил Коларов – 1945“.

## Редовни събития
- Байрам

## Известни личности
Родени в Барутин
- Ахмед ага Барутанлията – околийски началник в периода 1870 г. – 1877 г.
- Радостин Чолаков – софтуерен специалист и предприемач